# داروی سرکوب‌کننده سیستم ایمنی

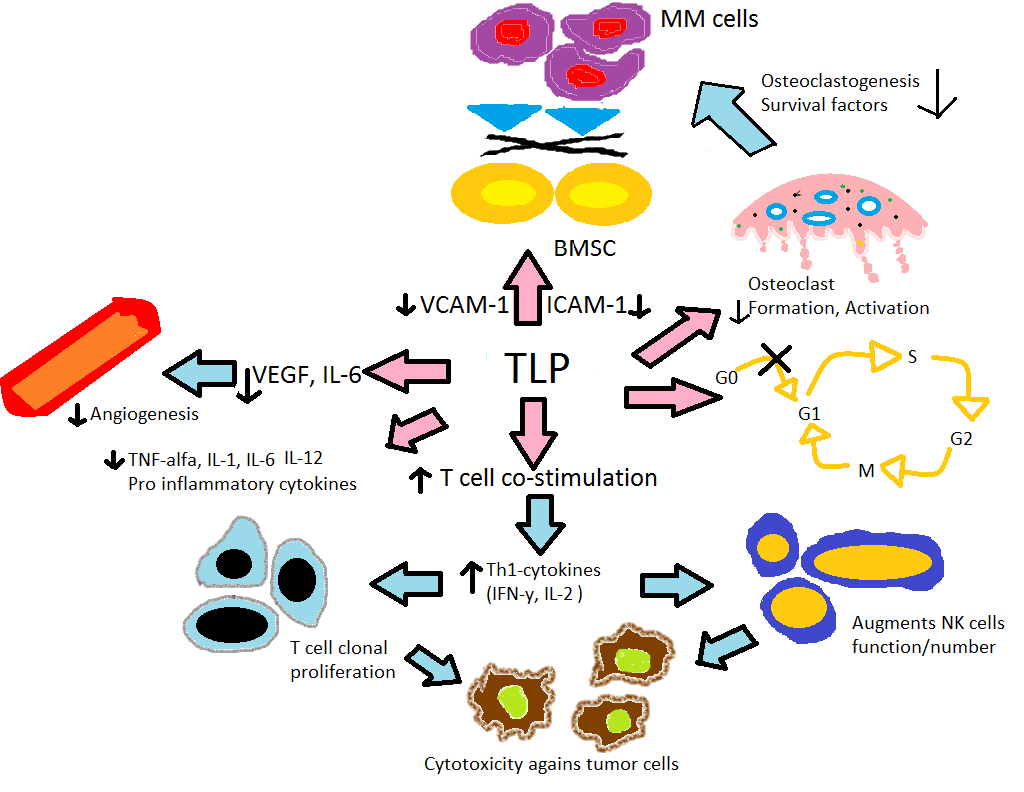
داروهای سرکوب‌کننده سیستم ایمنی

داروهای سرکوب‌کننده سیستم ایمنی (انگلیسی: immunosuppressive drugs) یا عوامل سرکوب‌کننده سیستم ایمنی (انگلیسی: immunosuppressive agents) یا داروهای ضد رد (انگلیسی: antirejection medications) داروهای مهارکننده یا جلوگیری از فعالیت سیستم ایمنی بدن است. آن‌ها در سرکوب سیستم ایمنی درمانی استفاده می‌شوند برای:
- جلوگیری از رد پیوند اندام‌ها و بافت (به عنوان مثال، مغز استخوان، قلب، کلیه، کبد)
- درمان بیماری‌های خود ایمنی نظیر ام‌اس ، یا بیماری‌هایی که به احتمال زیاد منشاء خود ایمنی دارند (به عنوان مثال، آرتریت روماتوئید، اسکلروز چندگانه، میاستنی گراویس، پسوریازیس، ویتیلیگو، لوپوس اریتماتوی سیستمیک، سارکوئیدوز، گلومرولواسکلروز فوکال سگمنتال، بیماری کرون، بیماری بهجت، پمفیگوس، و کولیت اولسراتیو).
- درمان برخی از بیماری‌های التهابی غیر خود ایمنی دیگر (به عنوان مثال، کنترل آسم آلرژیک بلند مدت).